# Immortalized
Immortalized ist das sechste Studioalbum der US-amerikanischen Metal-Band Disturbed. Es erschien am 21. August 2015 über Reprise Records und erreichte Platz eins der US-amerikanischen Albumcharts. Das Album erhielt in den Vereinigten Staaten Platin sowie in Deutschland, Österreich, dem Vereinigten Königreich und Kanada jeweils eine Goldene Schallplatte.

## Entstehung
Im Sommer 2011 verkündete die Band, eine unbefristete Pause einlegen zu wollen. Laut Gitarrist Dan Donegan wollte die Band pausieren, um sich selbst und den Fans eine Pause zu gönnen. Außerdem wollte die Band aus der Routine von Songwriting, Aufnahmen und Tourneen ausbrechen, um sich nicht wie eine Maschine zu fühlen.

„Wir waren am Höhepunkt unserer Karriere angekommen und es war eine schwere Entscheidung. Aber wir fühlten, dass es die richtige Entscheidung war.“

Die einzelnen Mitglieder nutzten die Bandpause für andere Projekte. Sänger David Draiman gründete die Band Device, Gitarrist Dan Donagan und Schlagzeuger Mike Wengren die Band Fight or Flight, während der Bassist John Moyer sich zunächst Adrenaline Mob anschloss und später Art of Anarchy mitgründete.
Im Frühjahr 2014 trafen sich Draiman, Donagan und Wengren in Chicago, um über die Wiederbelebung der Band zu sprechen. Diese Gespräche verliefen positiv, so dass die Musiker sich fortan regelmäßig in Chicago, Las Vegas und Austin trafen und neue Lieder schrieben. Die Aufnahmen fanden im Tonstudio Hideout Recordings in Las Vegas statt. Zum ersten Mal seit dem im Jahre 2005 veröffentlichten Album Ten Thousand Fists arbeitete die Band mit einem externen Produzenten. Die Wahl fiel dabei auf Kevin Churko.
Die Aufnahmen fanden unter großer Geheimhaltung statt. Lediglich das Management der Band, die Familien sowie einige Mitarbeiter von Reprise Records wussten, dass die Band ein neues Studioalbum aufnimmt. David Draiman erklärte, dass es schwierig war, die Geheimhaltung aufrechtzuerhalten, und musste Freunden mit Notlügen erklären, warum er sich z. B. vier Monate in Las Vegas aufhielt. Die Musiker schlichen sich jedes Mal zu unterschiedlichen Zeiten durch unterschiedliche Eingänge in das Studio, um nicht miteinander gesehen zu werden.
Laut Sänger David Draiman schrieb die Band zum ersten Mal seit 2001, als die Musiker an ihrem zweiten Studioalbum Believe arbeiteten, als Gruppe an neuer Musik. Dabei steuerten auch die Instrumentalisten Donegan, Wengren und der Bassist John Moyer Texte bei, während David Draiman Vorschläge zur Musik machte. Für das Album spielten Disturbed eine Coverversion des Liedes The Sound of Silence von Simon & Garfunkel ein.

## Veröffentlichung
Mitte Juni 2015 veröffentlichte die Band auf ihrer Facebookseite ein Video, das das Bandmaskottchen „The Guy“ zeigt. Es liegt auf einem Band und erhält lebenserhaltende Maßnahmen. Wenige Tage später folgte ein zweites Video, welches „The Guy“ zeigt, wie es aufsteht und sich hinsetzt. Schließlich wurde am folgenden 23. Juni 2015 eine Pressemitteilung über das Comeback der Band sowie die Ankündigung des neuen Albums veröffentlicht.
Das Album enthält dreizehn Lieder. Eine Deluxeedition des Albums enthält als Bonus die Lieder Tyrant, Legion of Monsters und The Brave and the Bold. Für das Lied The Vengeful One wurde ein Musikvideo gedreht. Regie führte dabei Phil Mucci. Ein Werbespot für das Album wurde nach der Ermordung der Journalisten Alison Parker und Adam Ward am 26. August 2015 zurückgezogen. Der Spot enthielt Szenen aus dem Musikvideo von The Vengeful One, in der eine monströse Kreatur zahlreiche Menschen in einer Fernsehstation erschießt.

## Hintergrund
The Vengeful One beschreibt laut David Draiman das Jüngste Gericht. Bei der im Titel genannten Person handele es sich um die Personifizierung des Todesengels oder des Erzengels Gabriel, der zu den Menschen spricht. The Light behandelt die Angst der Menschen vor den dunklen Kapiteln ihres Lebens. Laut Draiman sind diese Erfahrungen eine Notwendigkeit um „das Licht“ zu finden, um bessere Zeiten zu erleben. You’re Mine schrieb Sänger David Draiman für seine Frau Lena Yada. Nach eigener Aussage war das Lied der erste Versuch in der Bandgeschichte, ein Liebeslied zu schreiben.
Das Lied Fire It Up ist eine Ode an Cannabis. Am Anfang des Liedes hört man den Sänger David Draiman, wie er eine Bong raucht. Nach eigener Aussage hat Draiman etwa 95 Prozent aller Lieder und Texte, die er in seinem Leben geschrieben hat, im Rausch erstellt. Das Lied Save Our Last Goodbye ist einem engen Freund von Dan Donegan gewidmet, der an Krebs verstarb. Am Anfang des Liedes hört man eine Nachricht von dieser Person, die er auf Donegans Anrufbeantworter hinterlassen hat.
Who Taught You How to Hate befasst sich damit, dass neugeborene Kinder ohne Hass geboren werden und diese Emotion erst später beigebracht bekommen. Die Idee dazu kam ihm, als er über seinen eigenen Sohn nachdachte. Laut Draiman würden Kinder auf einem Spielplatz ohne Vorurteile miteinander spielen, ohne darauf zu achten, welche Hautfarbe sie haben, welche Religion sie haben, aus welchem Teil der Welt sie kommen oder wie viel Geld sie haben.

## Rezeption

### Rezensionen
Dominik Winter vom deutschen Magazin Metal Hammer lobte die „fetten Riffs, den fetten Groove und die fette Produktion“, stellte aber auch fest, dass „sich die vorhersehbare Rezeptur abnutzt, wenn auch nicht so dramatisch wie bei den Vorgängeralben Indestructible und Asylum“. Winter bewertete Immortalized mit fünf von sieben Punkten. Laut Fabian Schneider vom Onlinemagazin Metal.de haben Disturbed „nicht das beste und auch nicht das schlechteste Album ihrer Karriere geschrieben“. „Tausendfach gehörte Songstrukturen und fehlende Highlights“ würden die Mitte des Albums „zu einer Enttäuschung machen“, während The Vengeful One „zu den besten Songs der Bandgeschichte“ gehört. Schneider vergab sechs von zehn Punkten.

### Musikpreise
Das Lied The Sound of Silence wurde für den Grammy in der Kategorie Best Rock Performance nominiert. Der Preis ging jedoch posthum an David Bowie. Bei der deutschen Echoverleihung 2017 erhielt das Album eine Nominierung in der Kategorie Band international, allerdings ging der Preis an Metallica.

## Kommerzieller Erfolg

### Chartplatzierungen
Immortalized verkaufte sich in der ersten Woche nach der Veröffentlichung 98.000 Mal. Disturbed sind nach Metallica und der Dave Matthews Band erst die dritte Band, die fünfmal in Folge mit einem neuen Album auf Platz eins der US-amerikanischen Albumcharts eingestiegen sind.
| ChartsChartplatzierungen       | Höchstplatzierung | Wochen |
| ------------------------------ | ----------------- | ------ |
| Deutschland (GfK)              | 2 (60 Wo.)        | 60     |
| Österreich (Ö3)                | 2 (52 Wo.)        | 52     |
| Schweiz (IFPI)                 | 5 (36 Wo.)        | 36     |
| Vereinigte Staaten (Billboard) | 1 (86 Wo.)        | 86     |
| Vereinigtes Königreich (OCC)   | 8 (24 Wo.)        | 24     |

| ChartsJahrescharts (2015)      | Platzierung |
| ------------------------------ | ----------- |
| Vereinigte Staaten (Billboard) | 158         |

| ChartsJahrescharts (2016)      | Platzierung |
| ------------------------------ | ----------- |
| Deutschland (GfK)              | 33          |
| Österreich (Ö3)                | 16          |
| Vereinigte Staaten (Billboard) | 46          |

### Auszeichnungen für Musikverkäufe
| Land/Region                  | Auszeichnungen für Musikverkäufe (Land/Region, Auszeichnung, Verkäufe) | Verkäufe  |
| ---------------------------- | ---------------------------------------------------------------------- | --------- |
| Australien (ARIA)            | Platin                                                                 | 70.000    |
| Dänemark (IFPI)              | Platin                                                                 | 20.000    |
| Deutschland (BVMI)           | Platin                                                                 | 200.000   |
| Kanada (MC)                  | 2× Platin                                                              | 160.000   |
| Neuseeland (RMNZ)            | 2× Platin                                                              | 30.000    |
| Österreich (IFPI)            | Gold                                                                   | 7.500     |
| Schweden (IFPI)              | Gold                                                                   | 20.000    |
| Vereinigte Staaten (RIAA)    | 2× Platin                                                              | 2.000.000 |
| Vereinigtes Königreich (BPI) | Gold                                                                   | 100.000   |
| Insgesamt                    | 3× Gold · 9× Platin ·                                                  | 2.607.500 |